# Батон де комба
Батон де комба, фр. Bâton de combat (борба са штапом) или Bâton français (француски штап), је једна француска борилачка вештина са штапом. Технике „француског штапа“ су као све европске борилачке вештине са штапом узамљене из мачевања. Батон де комба има сличности са енглеским квартерстеф, немачком пола шипком, јапанским боџуцу, пре свега са португалским хого до пау, шпанским хуего дел пало и италијанским шмера ди бастоне. 
Штап у батон де комба има дужину од прилично 1,4 м и користи се оберучке, док „мања“ варијанта (са једном руком) која се вежба данас обично заједно јесте кан де комба. Батон де комба се систематизовао у 19. веку и стоји као кан де комба у вези са саватеом. 